# 莱苏埃姆-朗蓬
莱苏埃姆-朗蓬（法語：Les Souhesmes-Rampont，法語發音：[le su.ɛm ʁɑ̃pɔ̃]）是法国默兹省的一个市镇，属于凡尔登区。该市镇于1973年由原市镇莱苏埃姆（Les Souhesmes）和朗蓬（Rampont）合并而成。

## 地理
莱苏埃姆-朗蓬（49°5'1"N, 5°15'8"E）面积21.8 平方千米，位于法国大東部大區默兹省，该省份为法国西北部内陆省份，北与比利时接壤，西接马恩省和阿登省，南至上马恩省和孚日省，东临默尔特-摩泽尔省。
与莱苏埃姆-朗蓬接壤的市镇（或旧市镇、城区）包括：阿戈讷地区布罗库尔、阿戈讷地区克莱蒙、伊佩库尔、瑞尔韦库尔、朗德勒库尔-朗皮尔、莱姆、尼克塞维尔-布莱尔库尔、瓦德兰库尔、库桑塞河畔维尔。

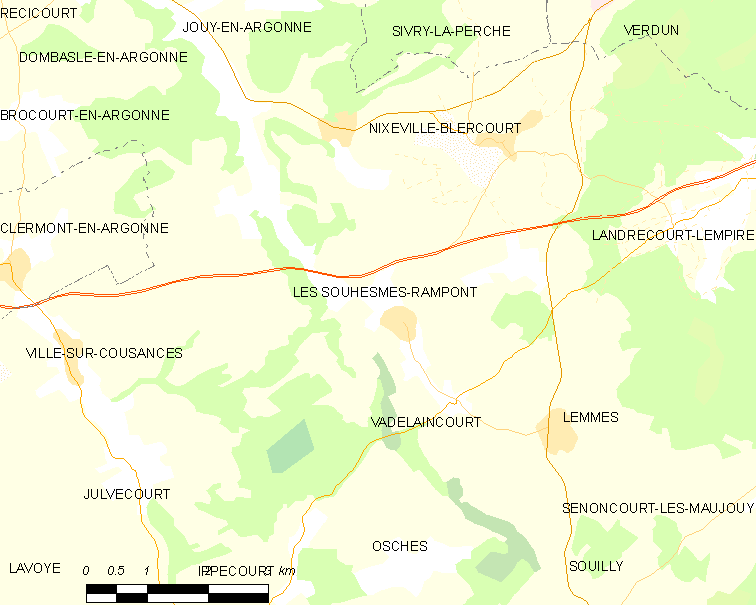
莱苏埃姆-朗蓬的OSM定位图

莱苏埃姆-朗蓬的时区为UTC+01:00、UTC+02:00（夏令时）。

## 行政
莱苏埃姆-朗蓬的邮政编码为55220，INSEE市镇编码为55497。

## 政治
莱苏埃姆-朗蓬所属的省级选区为默兹河畔迪约县。

## 人口

1962-2008年间莱苏埃姆-朗蓬人口变化图示

莱苏埃姆-朗蓬于2022年1月1日时的人口数量为321人。